# Włoski Ruch Społeczny
Włoski Ruch Społeczny lub Włoski Ruch Socjalny (wł. Movimento Sociale Italiano, MSI) – włoska prawicowa postfaszystowska partia polityczna, działająca w latach 1946–1995, pierwotnie neofaszystowska, stopniowo ewoluująca w kierunku narodowym i konserwatywnym.

## Historia
Włoski Ruch Społeczny powstał 26 grudnia 1946. Większość członków partii w początkowym okresie jej istnienia stanowili radykalni faszyści, zwolennicy Benita Mussoliniego, którzy w końcowym okresie II wojny światowej opowiadali się za tak zwaną Republiką Salò. Jedną z najważniejszych postaci partii w 1946 był Giorgio Pini, podsekretarz stanu w ministerstwie spraw wewnętrznych Republiki Salò. Inną znaczącą postacią był dziennikarz Giorgio Almirante, w czasie II wojny światowej pracujący w organie prasowym włoskich faszystów, były szef kancelarii ministra kultury ludowej w Republice Salò.
W pierwszej połowie lat 70. nazwa została zmieniona, partia działała jako Włoski Ruch Społeczny-Narodowa Prawica (wł. Movimento Sociale Italiano-Destra Nazionale).
Partia otwarcie odwoływała się do ideologii faszystowskiej. W 1991 sekretarz generalny partii Gianfranco Fini stwierdził, że „wszyscy członkowie partii byli faszystami, dziedzicami faszyzmu, postfaszystami lub faszystami 2000”. Ze względu na odwołanie do faszyzmu ugrupowanie pozostawało izolowane przez lata na włoskiej scenie politycznej. Gdy w 1960 chadecki premier Fernando Tambroni wyraził zgodę na organizację kongresu krajowego MSI w Genui, mieście z tradycjami antyfaszystowskimi, doprowadziło to do demonstracji i zamieszek w różnych miastach, a następnie do dymisji rządu.
Od lat 50. do lat 90. MSI uzyskiwał poparcie na poziomie z reguły 5–7%, najlepszy wynik partia uzyskała w 1972, kiedy to poparło ją 8,7% głosujących. Ugrupowanie stopniowo odchodziło od haseł radykalnych, zwłaszcza w końcowym okresie, gdy przywództwo w nim objął Gianfranco Fini. W 1994 porozumiał się z Silviem Berlusconim co do wspólnego startu w wyborach parlamentarnych, tworząc na bazie swojej formacji listę wyborczą MSI-Sojusz Narodowy (29 stycznia 1994). 25 stycznia 1995 Włoski Ruch Społeczny został rozwiązany, a większość jego działaczy zasiliła nową formację pod nazwą Sojusz Narodowy. Radykalne skrzydło partii, na czele którego stał Pino Rauti, utworzyło partię Trójkolorowy Płomień.

## Wyniki wyborcze
Wybory do Izby Deputowanych:
| rok  | % głosów | mandatów |
| ---- | -------- | -------- |
| 1948 | 2.0%     | 6        |
| 1953 | 5,8%     | 29       |
| 1958 | 4,8%     | 24       |
| 1963 | 5,1%     | 27       |
| 1968 | 4,5%     | 24       |
| 1972 | 8,7%     | 56       |
| 1976 | 6,1%     | 35       |
| 1979 | 5,3%     | 30       |
| 1983 | 6,8%     | 42       |
| 1987 | 5,9%     | 35       |
| 1992 | 5,4%     | 34       |
| 1994 | 13,5%    | 109      |

## Sekretarze generalni

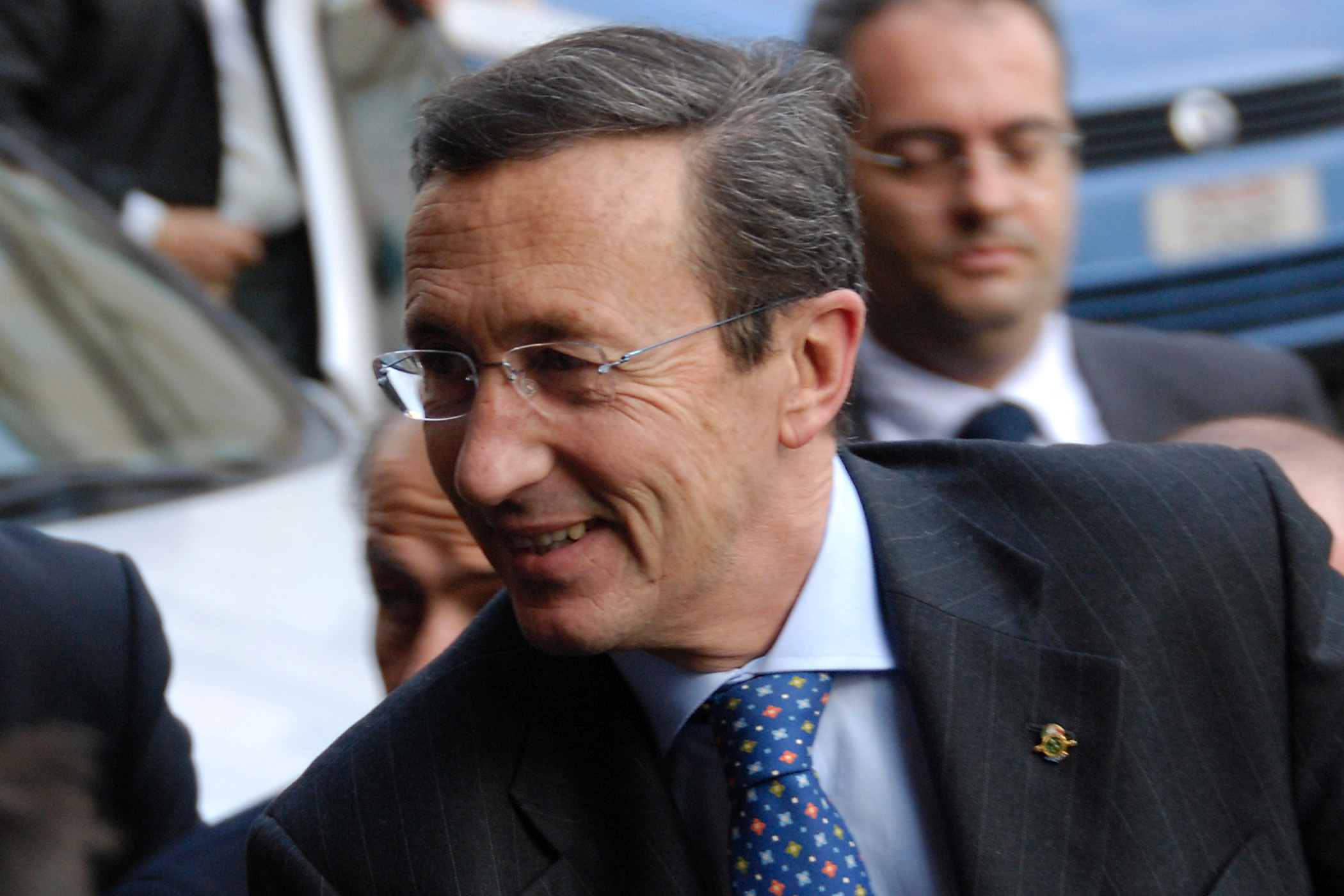
Gianfranco Fini – ostatni przywódca MSI

- 1946–1947: Giacinto Trevisonno
- 1947–1951: Giorgio Almirante
- 1951–1954: Augusto De Marsanich
- 1954–1969: Arturo Michelini
- 1969–1987: Giorgio Almirante
- 1987–1990: Gianfranco Fini
- 1990–1991: Pino Rauti
- 1991–1995: Gianfranco Fini[8]